# Mehlbach (Bleidenbach)
Der Mehlbach ist ein gut einen Kilometer langer, nordwestlicher und linker Zufluss des Bleidenbachs auf dem Gebiet der Gemeinde Weilmünster im hessischen Landkreis Limburg-Weilburg. Er ist ein grobmaterialreicher und silikatischer Mittelgebirgsbach.

## Geographie

### Verlauf
Der Mehlbach entspringt im Hasselborner Hintertaunus auf einer Höhe von 285 m ü. NHN in der Flur Ober der Läuseck knapp zweieinhalb Kilometer südwestlich von Weilmünster. Seine Quelle liegt am Rande eines Waldes am südwestlichen Fuße des Stollberges (326 m).
Der Mehlbach fließt zunächst in südöstlicher Richtung am Waldesrand entlang. Nördlich der Flur Weilswiese verstärkt ihn ein zweiter Quellast. Der Mehlbach läuft nun durch die Flur Schneiderwiese und speist kurz darauf einen kleinen Weiher. Er läuft dann südsüdostwärts durch einen Grünstreifen, der rechts und links von Wald gesäumt wird. 
In der gleichnamigen Flur fließt ihm auf seiner rechten Seite die aus dem Westen kommende Saure Mehlbach zu. Knapp zweihundert Meter bachabwärts direkt westlich der ehemaligen Schiefergrube Germania verschwindet er in den Untergrund, kreuzt unterirdisch verrohrt noch die L 3054 (Eschbacher Weg) und mündet schließlich knapp einen Kilometer nordwestlich des Weilmünsterer Ortsteils Laubuseschbach auf einer Höhe von etwa 223 m von links in den aus dem Südwesten heranziehenden Bleidenbach.
Der Höhenunterschied von seiner Quelle bis zu seiner Mündung beträgt 62 m, was bei einer Lauflänge von 1,3 km einem mittleren Sohlgefälle von etwa 48 ‰ entspricht.

### Einzugsgebiet
Das Einzugsgebiet des  Mehlbachs liegt im Hasselbacher Hintertaunus und wird durch ihn  über den Bleidenbach, die Weil, die Lahn und den Rhein in die Nordsee entwässert.

### Zuflüsse
- Saure Mehlbach (rechts), 1,3 km